# Ein Elhamra
Ein Elhamra (tiếng Ả Rập: عين الحمرا) là một ngôi làng Syria nằm ở Jisr al-Shughur Nahiyah ở huyện Jisr al-Shughur, Idlib. Theo Cục Thống kê Trung ương Syria (CBS), Ein Elhamra có dân số 1164 trong cuộc điều tra dân số năm 2004.